# 新潟県民会館
新潟県民会館（にいがたけんみんかいかん）は、新潟県新潟市中央区の白山公園にあるホール。施設は新潟県が所有し、（公財）新潟市芸術文化振興財団が指定管理者として運営管理を行っている。

## 概要
1964年（昭和39年）に発生した新潟地震で全国から集まった義援金や復興支援金を元に建設され、1967年（昭和42年）11月25日に開館した。
大ホールの席数は1,730席で、新潟県内のホール施設で最大の収容人数を擁する。現在でも白山公園内の新潟市音楽文化会館、新潟市民芸術文化会館（りゅーとぴあ）をはじめ、新潟勤労者総合福祉センター（新潟テルサ）や新潟市巻文化会館など市内の主要ホール施設と同様、音楽イベントやミュージカルなどを中心に多くの公演が行われる。
会館のある白山公園内には新潟市音楽文化会館、新潟市民芸術文化会館（りゅーとぴあ）といった新潟市所有の大小のホール施設や、新潟市陸上競技場や新潟市体育館などのスポーツ施設が所在している（詳細は後述）。なお、当ホールの建設に関する経緯は新潟市小針野球場においても詳述する。　
2020年（令和2年）9月12日から2022年（令和4年）3月31日まで、天井落下防止対策他大規模改修が行われ、2022年（令和4年）4月1日にリユーアルオープンした。
2021年（令和3年）10月1日、一般社団法人日本音響家協会の優良ホールに認定された。

## 施設
- 大ホール（1,730席）
  - 大ホール楽屋（1～4）
  - リハーサル室
- 小ホール（300席）
  - 小ホール楽屋（1・2）
- 会議室
  - 第1会議室 - 42名
  - 第2・3・4会議室 - 24名
  - 談話室A - 6名
  - 談話室B - 10名
- ギャラリー（A・B）
- 展示コーナー
  - 地域の絵画、彫刻、書、工芸、写真、デザイン、華道等芸術作品の発表の場として、商行為を直接の目的とした展示や入場料を徴収するなど入場を制限しないことを条件に、無料で使用することができる。
- 県民ホール
- フリースペース
- 喫茶「茶蔵」

## 公園内その他の施設
白山公園も合わせて参照。
- 白山神社
- 新潟県政記念館（旧・新潟県会議事堂）
- 新潟市音楽文化会館
- 新潟市民芸術文化会館（りゅーとぴあ）
- 新潟市体育館
- 新潟市陸上競技場

## 交通アクセス
- JR越後線 白山駅より徒歩で約15分。
- JR新潟駅万代口バスターミナル0・1番線から「【BRT】萬代橋ライン」で「市役所前」下車後、徒歩で約5分。

## 使用実績
杮落としは、1967年（昭和42年）11月25日、ロヴロ・フォン・マタチッチ指揮NHK交響楽団の演奏会で、曲目はベートーヴェンの交響曲第6番ヘ長調Op.68「田園」とレオノーレ序曲第3番Op.72bで、アンコールとしてワーグナーの楽劇「ニュルンベルクのマイスタージンガー」第1幕への前奏曲が演奏された。この演奏はNHKによってステレオにて収録され、後日FM放送にてステレオで放送された。更に2006年（平成18年）にはこの演奏がアルトゥスレーベルからCD化もされた（規格番号：ALT130）。
1976年（昭和51年）3月6日に、当時全国的に最も人気のあったテレビ番組「8時だョ!全員集合」（TBS製作）の生放送が、この大ホールから行われた（新潟県でこの番組を放送している新潟放送もこれに制作協力した）。その中の「少年少女合唱隊」のコーナーで、志村けんが独自にリメイクした「東村山音頭」を初披露。これが大ヒットし、それまで数年に渡りまったく受けなかったという志村の出世作となり、一躍スターダムに登りつめた（詳しくは「志村けん」の「東村山音頭でヒット」の項を参照のこと）。